# فیل اسپنسر
فیل اسپنسر (انگلیسی: Phil Spencer؛ زادهٔ ۱۲ ژانویه ۱۹۶۸) مدیر عامل اجرایی مایکروسافت گیمینگ در شرکت مایکروسافت است. وی در سال ۲۰۱۴ توسط ساتیا نادلا به عنوان مدیر ایکس باکس به جای دان متریک انتخاب شد و در سال ۲۰۲۲ به ریاست بخش ایکس باکس مایکروسافت رسید. اسپنسر از سال ۱۹۸۸ به عضویت شرکت مایکروسافت درآمد.